# Арпадія
Арпадія (рум. Arpadia) — село у повіті Горж в Румунії. Входить до складу комуни Цинцерень.
Село розташоване на відстані 201 км на захід від Бухареста, 49 км на південний схід від Тиргу-Жіу, 39 км на північний захід від Крайови.

## Населення
За даними перепису населення 2002 року у селі проживали 95 осіб, усі — румуни. Усі жителі села рідною мовою назвали румунську.